# 양지군
| Daedongyeojido (Gyujanggak) 14-05.jpg |  |
|                                       |  |

양지군(陽智郡)은 현 용인시 처인구 양지면, 동부동과 안성시 고삼면 등을 관할하던 조선 시대의 행정 구역이다.

## 옛 이름
과거 양량(陽良), 양산(陽山), 추계(秋溪) 등으로 불렸다.

## 역사
- 통일신라 ~ 고려 : 양량부곡(陽良部曲)이었고, 처인부곡(處仁部曲)과 함께 수주(수원)의 관할이었다.
- 1362년(고려 공양왕 11년) : 안성으로 관할 관청이 변경되었다.
- 1399년(정종 (조선) 원년) : 안성에서 분리돼 양지현(陽智縣)이 되고, 감무가 파견되었다.
- 1413년(조선 태종 13년) : 양지현에 현감을 두게 되고, 치소를 광주목(廣州)의 추계향으로 이전하였다. 안성 등의 인근 고을과 함께 충청도에서 경기도에 편입되었고, 광주 관내의 고안(高安)·대곡(大谷)·목악(木岳)·제촌(蹄村)의 4개 부곡을 병합하였다.[1]
  - 양지군읍지(1899)에는 다른 기록이 전해져 온다. 고려 시대에 읍내면 등촌(현 양지면 양지4리)에 등원군수(藤原郡守)가 터를 열었고, 조선 태조 대 개국 초기에 치소를 고서면 주곡리(현 고삼면 신창리)에 이전했다가 1470년(성종 1년) 주동면 금박산 아래로 이전해 읍호를 추계라 하고 현감을 두게 되었으며, 1면이 5, 6동에 불과하여 관할이 좁다는 이유로 죽산군의 4부곡을 편입하고 10개 면을 두었다고 한다.[2]
- 1500년(조선 연산군 6년) : 이천과 합병하였다가 4년 후인 1504년에 복구되었다. 이때 정수산 아래에 치소를 두고 근방의 5개 마을을 통합하여 읍내면을 설치했다. 당시 관할 면은 11개였다고 한다.
- 1895년 6월 23일(음력 윤5월 1일) : 23부제로 행정구역이 재편되면서 군(郡)으로 승격되어 충주부 관할의 양지군이 되었다가, 이듬해 13도제로 다시 경기도에 속하였다.
- 1906년 9월 24일: 남동부의 월경지 제촌면이 죽산군에 편입되었다.[3]
- 1914년 4월 1일 : 일제 조선총독부의 행정구역 통폐합으로 용인군에 합병되고, 면이 대거 합병되었다.[4]
  - 읍내면, 주동면, 주북면, 주서면 일부 → 용인군 내사면
  - 주서면 일부 → 용인군 용인면 마평리
  - 고동면, 고서면, 고북면 → 용인군 고삼면
- 1915년 6월 1일 : 고삼면의 19개리 중 3개리가 안성군 양성면에 편입되었고, 나머지 16개리도 통폐합되어 7개리가 되었다.[5]
- 1963년 1월 1일 : 고삼면이 용인군에서 안성군으로 이관되었다.[6]
- 1995년 : 용인군 내사면이 일제 잔재 청산 및 지역 정통성 복원의 일환으로 옛 이름인 양지면으로 개칭하였다.[7]

## 구역 대조

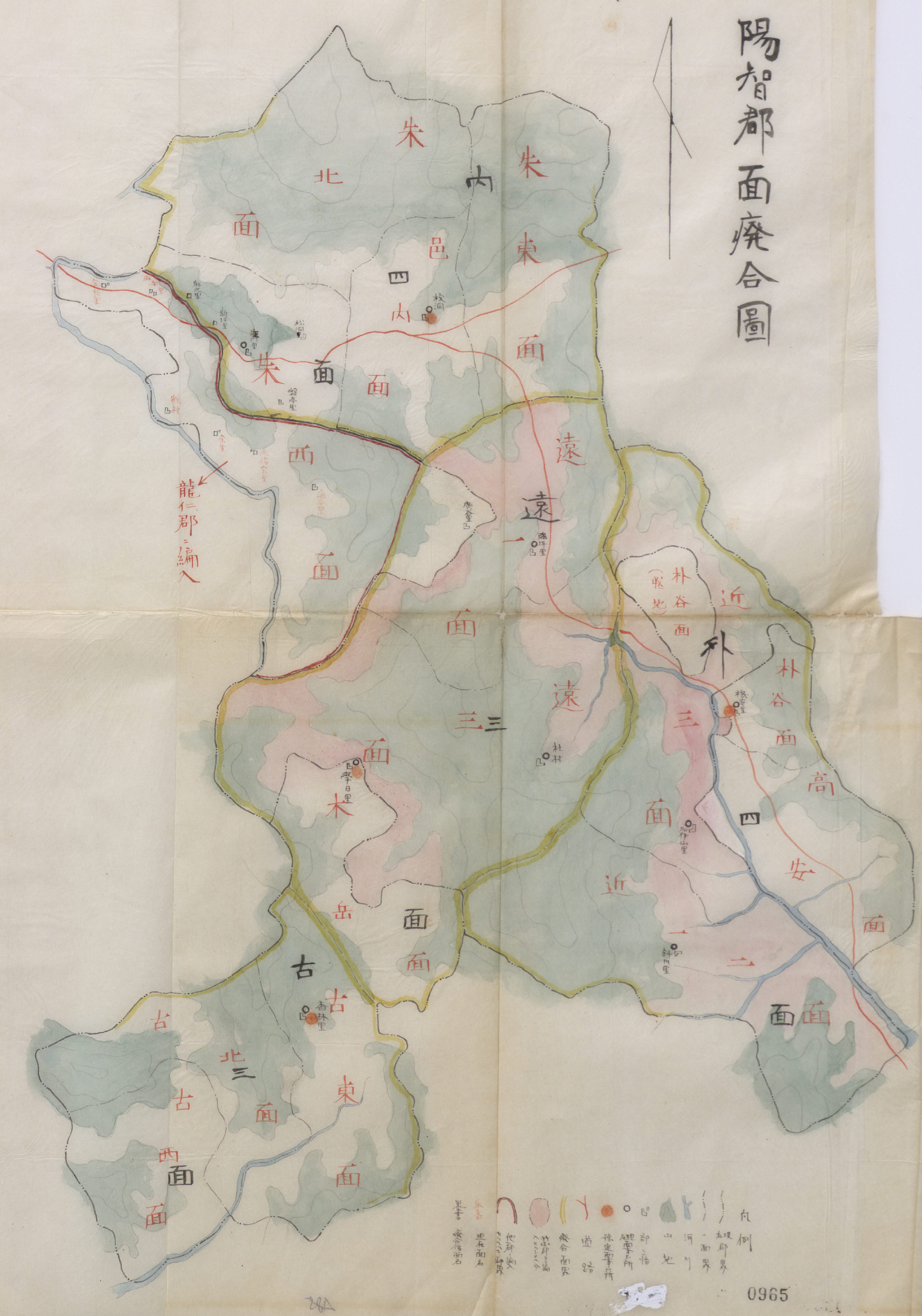
1914년 구 양지 지역 면 폐합도

| 구한말               | 1914년        | 현재                 | 현재                                |
| -------------------- | ------------- | -------------------- | ----------------------------------- |
| 양지군 읍내면        | 용인군 내사면 | 용인시 처인구 양지면 | 양지리, 남곡리                      |
| 양지군 주동면        | 용인군 내사면 | 용인시 처인구 양지면 | 제일리, 평창리, 직금리, 추계리      |
| 양지군 주북면        | 용인군 내사면 | 용인시 처인구 양지면 | 정수리, 대대리, 주북리              |
| 양지군 주서면        | 용인군 내사면 | 용인시 처인구 양지면 | 송문리                              |
| 양지군 주서면        | 용인군 수여면 | 용인시 처인구        | 마평동, 운학동, 해곡동              |
| 양지군 고동면        | 용인군 고삼면 | 안성시 고삼면        | 쌍지리, 월향리, 봉산리, 삼은리      |
| 양지군 고서면        | 용인군 고삼면 | 안성시 고삼면        | 신창리, 대갈리                      |
| 양지군 고북면        | 용인군 고삼면 | 안성시 고삼면        | 가유리                              |
| 양지군 고북면        | 용인군 고삼면 | 안성시 양성면        | 미산리·노곡리 각 일부 (1915년 이관) |
| 양지군 목악면        | 용인군 원삼면 | 용인시 처인구 원삼면 | 학일리, 목신리                      |
| 양지군 박곡면        | 용인군 외사면 | 용인시 처인구 백암면 | 박곡리                              |
| 양지군 고안면        | 용인군 외사면 | 용인시 처인구 백암면 | 백봉리, 고안리                      |
| 양지군→죽산군 제촌면 | 안성군 죽일면 | 안성시 일죽면        | 능국리, 당촌리                      |

## 같이 보기
- 양지면
- 용인시